# Rdeča
Rdeča je barva, ki jo človeško oko zazna pri najnižjih frekvencah vidne svetlobe. Rdeča svetloba ima valovno dolžino 630-760 nm.
Rdeča je primarna barva, komplementarna modrozeleni. Včasih so jo imeli za subtraktivno primarno barvo, kar ponekod v poljudni literaturi še vedno zasledimo. Danes vemo, da so modrozelena, škrlatna in rumena bližje pravim subtraktivnim barvam, kot jih zazna oko, zato danes v barvnem tisku uporabljamo naštete tri.
Elektromagnetnemu valovanju s frekvencami, nižjimi od frekvenc rdeče svetlobe, pravimo infrardeče valovanje.
Rdeč filter se uporablja v črno-beli fotografiji, saj običajno poveča kontrast. V kombinaciji s polarizatorjem lahko denimo napravi, da je nebo videti povsem črno. Filmi, ki simulirajo efekte infrardečega filma (npr. Ilford SFX 200) to dosežejo tako, da je njihova občutljivost največja v rdečem območju spektra.
Oksigenirana kri je rdeča zaradi navzočnosti hemoglobina. Morska voda najbolj absorbira rdečo svetlobo, zato je veliko rib in morskih nevretenčarjev, ki so živo rdeče barve, v svojem naravnem habitatu pravzaprav videti črnih.

## Uporaba in simbolika rdeče barve
Rdeča barva se uporablja za simboliziranje neštetih pojmov, ker je na pogled najbolj privlačna in najbolje vidna. S to barvo se navadno izražajo moč, hitrost, nevarnost, sreča, ljubezen in drugi močni čustveni momenti. Tako se na primer na široko uporablja:
- pri gasilcih in gasilnih napravah, kjer spominja na ogenj,
- na cestnih znakih in semaforjih, kjer opozarja na nevarnost,
- na elektrovodih, toplovodih in vremenskih kartah, kjer predstavlja toploto,
- v simbolih Rdečega križa in Rdečega polmeseca ter v urgentnih oddelkih bolnišnic, kjer zahteva prednost,
- v nogometu, kjer rdeči karton izključi iz igre,
- v avtomobilskih dirkah, kjer rdeča zastava ustavi vse dirkače,
- v knjigovodstvu, kjer izraža negativno vrednost.
- V katoliški liturgiji je rdeča ena od obrednih barv, pa tudi skupaj s črno in belo najbolj uporabljena barva kleriških oblačil.
- V srednjem veku so se gvelfi borili pod zastavo rdečega orla, s čimer so hoteli nekako ponazoriti oblast papeža v svečanih oblačilih.
- Leta 1832 je prišlo v Walesu do krvavih spopadov med rudarji in policijo, kjer so se poslednji demonstranti združili pod improvizirano zastavo krvavih srajc svojih padlih in bili pokončani do zadnjega moža. Nastala je rdeča zastava revolucije in upora.
- S tem pomenom so si prilastili rdečo barvo socialisti: rdečo zastavo so uporabljali angleški laburisti (vse do leta 1980), kot tudi pripadniki francoske internacionale, italijanski garibaldinci pa celo z rdečo srajco;
- Tako je postala rdeča zastava in rdeča barva nasploh simbol komunizma, Sovjetske zveze in Kitajske. Posebno v teh dveh državah je bilo "rdeče" sinonim za "komunistično", na primer rdeča armada, rdeča zvezda, rdeča garda, rdeča Maova knjižica.
- V politiki si rdečo barvo danes lastijo različne struje, na primer v Italiji še vedno pomeni levico, v ZDA pa desničarsko usmerjene stranke.
- Ne glede na katoliški pomen božiča, je tržno gospodarstvo (s pomočjo reklamnega aparata Coca-Cole) preželo vse božično obdobje z rdečo barvo na vseh izdelkih, ki so na trgu. Rdeče pomeni božični čas, novoletne počitnice, shopping in razsipanje, obdarovanje otrok in odraslih.
- Kitajci in Indijci pa uporabljajo rdečo barvo pri poročnih obredih in dekoracijah, kar naj bi novoporočencem prineslo srečo in bogastvo.

## Odtenki rdeče barve
Rdeča barva ima nešteto odtenkov in nekateri od teh so bili strokovno določeni in poimenovani, včasih tudi registrirani in patentirani. Najbolj znani odtenki rdeče barve so:
rjavkasti: 
rjasto rdeča, indijsko rdeča, rjavo roza
temno rdeči: 
bordojsko rdeča, švedsko rdeča, granatno rdeča, burgundsko rdeča, karmin rdeča, vinsko rdeča, amarantno rdeča, opečno rdeča, kardinalsko rdeča, beneško rdeča, temno kardinalska, Alfa rdeča, kadmijevo rdeča, saturnovo rdeča ali minij
živo rdeči: 
perzijsko rdeča, češnjevo rdeča, koralno rdeča, oranžno rdeča, škrlatno rdeča, cinober rdeča, turško rdeča, špansko rdeča, italijansko rdeča
svetlo rdeči: 
temno roza, fuksija, kričeče roza, temno magenta, živo roza, magenta, roza 